# Miguel Ángel Navarro Quintero
Miguel Ángel Navarro Quintero (Nayar también, Tepic, Nayarit; 11 de enero de 1951) es un político y médico mexicano, miembro del partido Morena. Desde el 19 de septiembre de 2021 se desempeña como gobernador de Nayarit.

## Biografía

### Estudios y Formación
Nació en Puga (hoy Francisco I. Madero) dentro del municipio de Tepic. Es médico cirujano con especialidad en Ginecología, asimismo, fue catedrático de las Unidades Académicas de Medicina y Enfermería de la Universidad Autónoma de Nayarit. Trabajó como médico en el Instituto de Seguridad y Servicios Sociales de los Trabajadores del Estado (ISSSTE), del que posteriormente fue Director del Hospital "Aquiles Calles Ramírez" y luego Delegado Estatal en Nayarit, donde enfrentó la ambivalencia de la voluntad de trabajadores en favor y en contra de su gestión; y posteriormente relevó a Antonio González Guevara cuando éste procedió a su jubilación en 1991 de los Servicios Coordinados de Salud Pública en el estado.

## Trayectoria política

### Diputado federal (1997-1999)
En 1997 fue electo diputado federal por el III Distrito Electoral Federal de Nayarit a la LVII Legislatura, en 1999 fue candidato del PRI a presidente municipal de Tepic no habiendo obtenido el cargo, después en 2000 fue electo Senador en segunda fórmula por Nayarit para el periodo de ese año al 2006.

### Senador por Nayarit (2000-2006) (2018-2020)
En 2005 solicitó licencia al Senado y fue precandidato a Gobernador de Nayarit, compitiendo por la candidatura del PRI con el presidente municipal de Tepic, Ney González Sánchez, oficialmente perdió la elección interna, sin embargo denunció que su derrota fue debido a un fraude electoral y demandó la anulación del proceso, ante la negativa del partido a su solicitud, el 10 de marzo de 2005 renunció al PRI; posteriormente aceptó ser candidato de la Alianza por Nayarit, formada por el PRD, el PT y el Partido de la Revolución Socialista a gobernador del estado, tras la declinación del candidato ya postulado por esa Alianza, Francisco Javier Castellón Fonseca. En la Elección constitucional volvió a enfrentar al priista Ney González Sánchez, los resultados oficiales le dieron 161,634 votos frente a 176,500 del candidato del PRI; nuevamente denunció fraude, pero el Tribunal Electoral del Poder Judicial de la Federación ratificó el triunfo del PRI.
En 2018 fue por segunda vez electo senador por Nayarit al Congreso de la Unión, por la coalición "Juntos haremos historia", encabezado por el Movimiento Regeneración Nacional.Durante su encargo como legislador federal, participó en las más importantes comisiones legislativas: presidió la Comisión de Salud y fue integrante de las comisiones de Seguridad Social, Educación, Desarrollo Social, Hacienda y Agricultura. En diciembre de 2020, solicitó licencia indefinida como senador, para buscar la candidatura de Morena al gobierno de Nayarit en 2021.

### Diputado federal (2006-2009)
En 2006 fue electo diputado federal por representación proporcional a la LX Legislatura, en la que intento ser coordinador del Grupo Parlamentario del Partido de la Revolución Democrática pero el designado fue Javier González Garza, el 5 de abril de 2008 solicitó licencia como diputado federal y el 26 de abril se registró como precandidato del PRD a Presidente Municipal de Tepic, para las Elecciones de 2008.
El 24 de mayo fue formalmente registrado como candidato de la Coalición "Juntos por el Bien de Todos" formada por el PRD y el Partido Verde Ecologista de México a Presidente Municipal de Tepic; siendo ganadas las elecciones por su contrincante del PRI. En 2009 habiendo terminado su gestión como diputado federal fue visto cabildeando en diversas instancias sociales y políticas de diferentes tendencias y manifestó su proclividad de renunciar al PRD.

### Renuncia al PRD (2012)
Luego de la derrota de Andrés Manuel López Obrador en las elecciones federales de 2012, Navarro renunció oficialmente al PRD, y siguió a López Obrador para constituir la fundación del Movimiento Regeneración Nacional en Nayarit y en todo el país.

### Gobernador de Nayarit (2021-actualidad)
Representó a la Coalición “Juntos Hacemos Historia”, como candidato a gobernador por Morena en las pasadas elecciones del 6 de junio de 2021, mismas que ganó con un 49% de los votos. El 19 de septiembre de 2021, Navarro asumió formalmente como gobernador constitucional de Nayarit,  para el periodo 2021-2027.